# FUDGE (Rollenspiel)

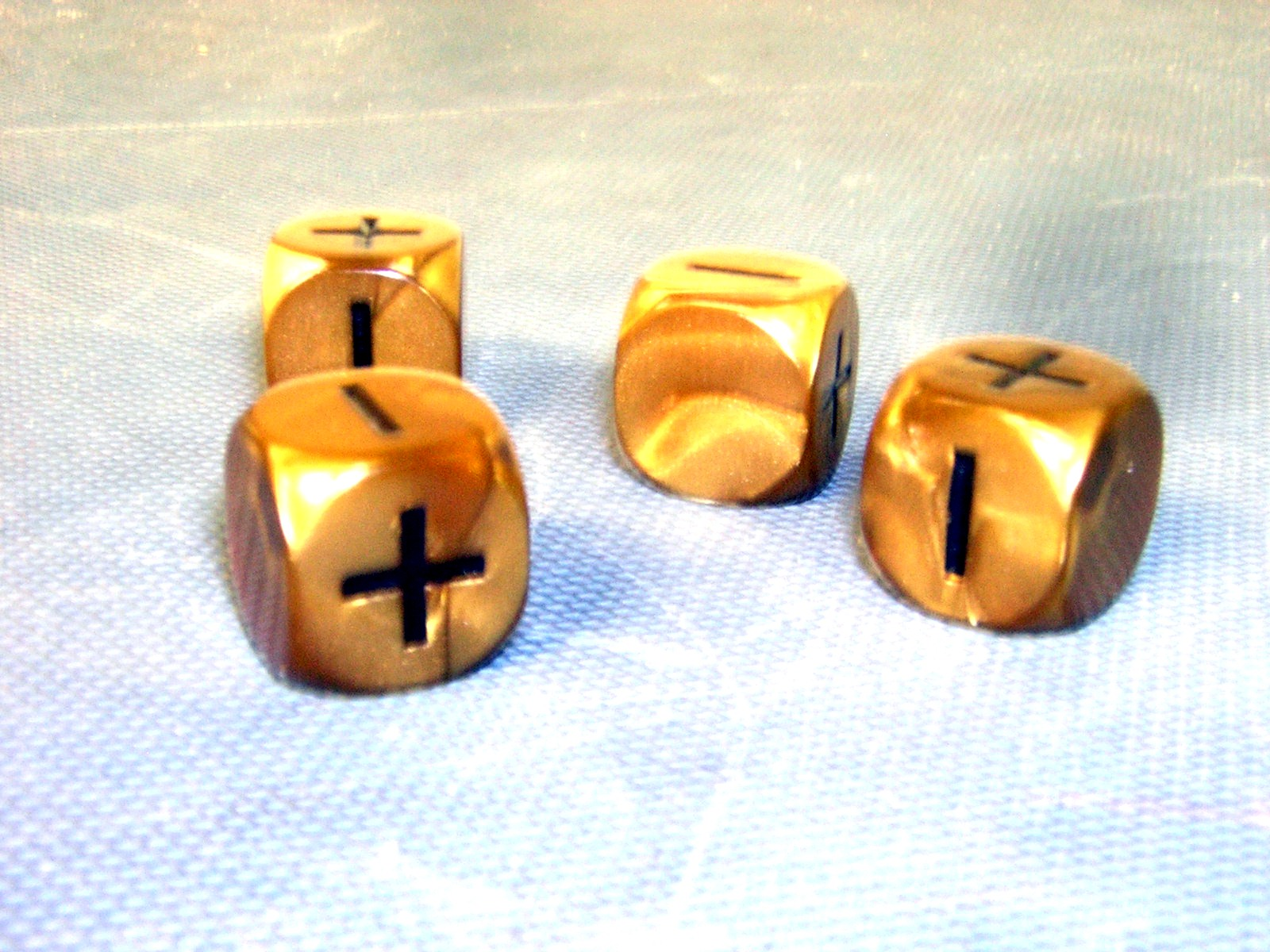
Fudge-Würfel: Hexaeder mit zwei leeren Seiten, zwei Plus- und zwei Minus-Symbolen

FUDGE (Freeform Universal Do-it-yourself Gaming Engine) ist eine Art Baukasten für Pen-&-Paper-Rollenspiele.
Es ist kein fertiges universelles System, sondern stellt Konventionen, Vorschläge und Ideen bereit, um ein eigenes zu erschaffen. FUDGE legt großen Wert auf Flexibilität und macht es sehr einfach, verschiedene Genres zu spielen. Es wurde 1995 von Steffan O’Sullivan erfunden und seitdem durch Grey Ghost Press vertrieben. FUDGE ist als Printversion oder als kostenloser Download verfügbar. Eine Übersetzung in die deutsche Sprache gibt es seit dem Jahr 2000, sie ist ebenfalls kostenlos erhältlich.
FUDGE gilt als das größte weltweit existierende Freie (Universal) Rollenspiel. Es gibt zu den meisten kommerziellen Rollenspielen Konvertierungshilfen, die es einem erlauben, in der Welt dieser Rollenspiele mit dem FUDGE-System zu spielen.
Das besondere an FUDGE ist auch die Wort-basierende Darstellung der Fertigkeits- und Attributsstufen. Im Gegensatz zu anderen Rollenspielsystemen gibt es dort keine Charaktere mit „Schwertkampf 8“ sondern „großartige Schwertkämpfer“. Dies ist vor allem für Einsteiger leichter zu verstehen und verknüpft die „Werte“ enger mit der Spielwelt. (Ein Charakter kann sagen, „Ich bin ein großartiger Schwertkämpfer“, aber nicht „Ich bin Schwertkämpfer der 8. Stufe“)
Eine Weiterentwicklung von FUDGE ist Fate.